# Ctenosaura hemilopha
Ctenosaura hemilopha є видом шипохвостих ігуан, ендемічних для Нижньої Каліфорнії. Це деревна і переважно травоїдна тварина, хоча може бути й умовно-патогенною м'ясоїдною твариною. Самці можуть виростати до 100 сантиметрів у довжину, тоді як самиці менші, з довжиною до 70 сантиметрів.
Існування материкових та острівних популяцій цього виду було цінним у забезпеченні біологів дослідницькими та контрольними групами, які порівнювали еволюцію острівних популяцій та їх материкових аналогів. Підвид острова Сан-Естебан (C.h. conspicuosa) співіснує з Sauromalus varius, всупереч прогнозам теорії екологічної ніші.